# Sulęcin (Neder-Silezië)
Sulęcin (Duits: Saulwitz) is een dorp in het Poolse woiwodschap Neder-Silezië, in het district Wrocławski. De plaats maakt deel uit van de gemeente Święta Katarzyna en telt 116 inwoners.